# Uropsilus andersoni
Uropsilus andersoni är en däggdjursart som först beskrevs av Thomas 1911.  Uropsilus andersoni ingår i släktet Uropsilus och familjen mullvadsdjur. IUCN kategoriserar arten globalt som otillräckligt studerad. Inga underarter finns listade.
Detta mullvadsdjur förekommer bara i ett litet område i den kinesiska provinsen Sichuan. Uropsilus andersoni har antagligen samma levnadssätt som övriga arter i samma släkte.